# Бєлінська Антоніна Антонівна
Антоніна Антонівна Бєлінська (1928 — 18 січня 2005) — передовик колгоспного виробництва, Герой Соціалістичної Праці (1971).

## Біографія
Народилася в селі Ішутіно Таруського району Калузької області. Працювала дояркою колгоспу «Авангард» (село Міхеєво Малоярославецького району Калузької області).
8 квітня 1971 року присвоєно звання Героя Соціалістичної Праці.
Делегат XXV з'їзду КПРС (1976).